# Bittahalli, Hassan
Bittahalli là một làng thuộc tehsil Hassan, huyện Hassan, bang Karnataka, Ấn Độ.